# Oratório (métro de São Paulo)
Oratório (en portugais Estação Oratório) est une station de la ligne 15 - Argent du métro de São Paulo. Elle est située dans le quartier de São Lucas à São Paulo au Brésil.
inaugurée le 30 août 2014. Une fois terminée, la ligne relie la station Vila Prudente au district de São Mateus.
La station Oratório est située au croisement des avenues Professor Luis Inácio de ) Melo et do Oratório, dans le quartier Jardim Independência, district de São Lucas, dans la zone est de la ville,.

## Situation sur le réseau

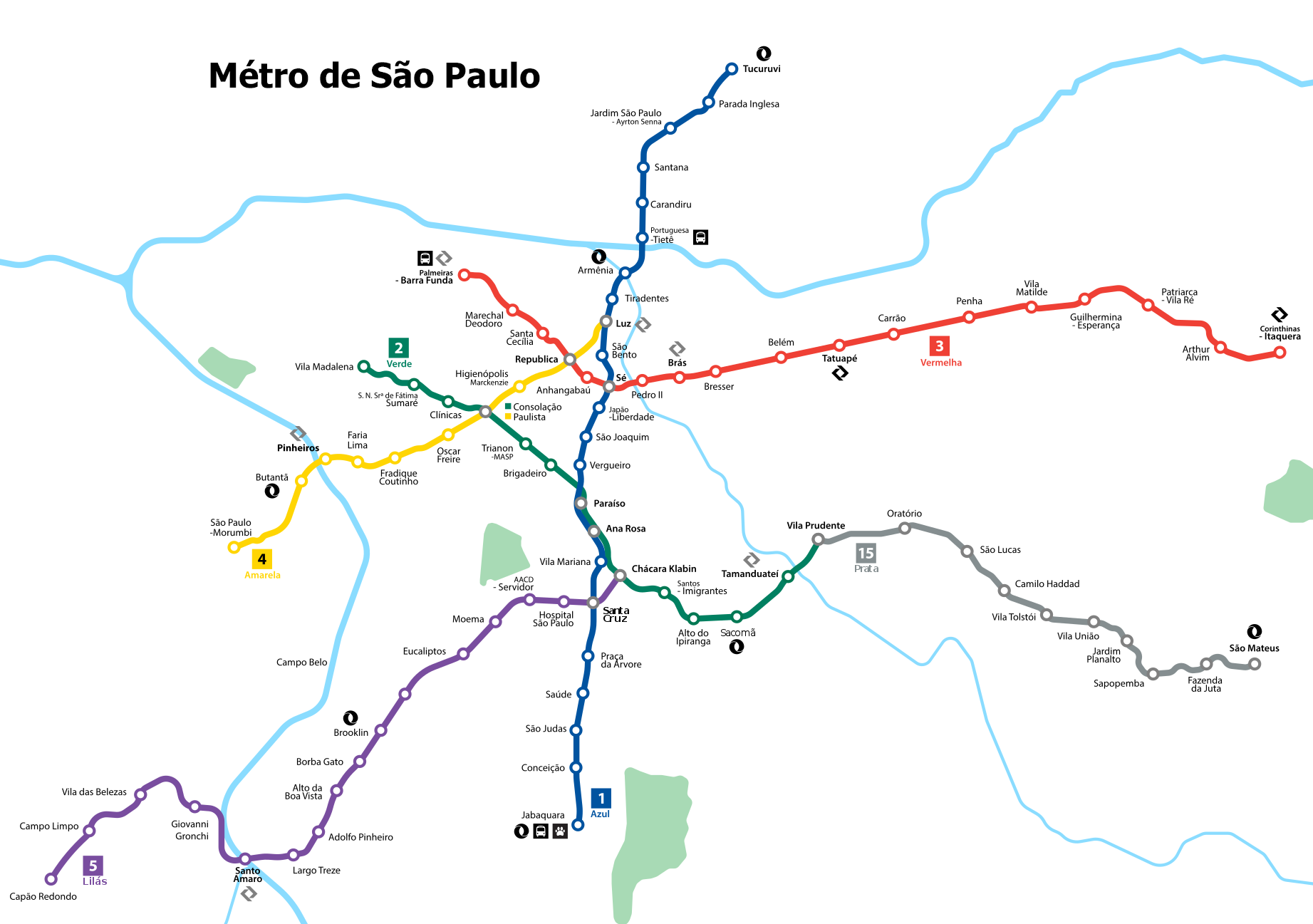
Plan du Métro de São Paulo 2020.

Établie en aérien, la station Oratório, de la ligne de monorail dite ligne 15 du métro de São Paulo (argent), est située entre la station Vila Prudente, terminus provisoire ouest, et la station São Lucas, en direction du terminus provisoire est Jardim Colonial.

## Histoire
Les premières études sur l'extension du métro au district de Vila Prudente datent de la fin des années 1970, lorsque la Companhia do Metropolitano de São Paulo (Metrô) a actualisé le plan HMD de 1968. En 1980, le projet détaillé, intitulé «Troisième ligne du métro de São Paulo» (actuelle ligne 2 - Verte), a été présenté, présentant la station Oratório. Son emplacement était prévu pour une grande zone libre en face de l'avenida Professor Luis Inácio de Anhaia Melo, entre la rua São João do Sabugi et l'avenida Alberto Ramos (à environ 260 mètres de la station actuelle). Sur ce tronçon, les techniciens du métro ont envisagé la construction d'une station surélevée au-dessus du sol, sur un viaduc en béton. À côté de la station, il y aurait une terminus d'autobus avec huit lignes municipales et deux lignes métropolitaines.
Si les travaux de la ligne 2 ont débuté en 1987 avec la construction de la station Oratório, dont le projet finirait par être vendu aux enchères en 1991 (avec la victoire de l'entreprise de construction Queiroz Galvão), les travaux n'ont jamais quitté le papier.
Même ainsi, Oratório a continué dans certains des projets du métro, tels que Rede Essencial (2006) — où il serait le terminal de la future ligne Freguesia do Ó - Oratório —, le plan intégré de transport public 2025 (2007) et comme une branche de la ligne 2 - Verte. À cette époque, la ville de São Paulo avait lancé la deuxième phase de l'Expresso Tiradentes, qui envisageait la mise en place d'un couloir de bus entre Vila Prudente et Cidade Tiradentes, en passant par la zone de la future station Oratório. Ce projet a été remplacé par le projet du monorail.
Pour accélérer la construction, le métro n'a pas fait une nouvelle offre et a réutilisé le contrat de construction de 1991, réajustant les valeurs et la portée du projet pour permettre la construction des stations de monorail Vila Prudente et Oratório. Afin de renforcer légalement la réutilisation du contrat (et d'éviter les questions juridiques), la section a été intitulée comme l'expansion de la ligne 2 - Verte (tandis que l'expansion réelle de la ligne 2 à Penha a été appelée Ligne 15 - Blanche). Par la suite, cette manœuvre légale a été jugée irrégulière par la Cour des comptes de l'État et la ligne de monorail a été rebaptisée Ligne 15 - Argent.
La station Oratoire a commencé à être construite en novembre 2009. Le premier tronçon de la ligne 15, qui comprend les stations Vila Prudente et Oratório, devait ouvrir au second semestre 2013, tandis que la station São Lucas était prévue pour 2014.
La ligne 15 - Argent a été officiellement ouverte le 30 août 2014, initialement aux heures restreintes, de 10 heures à 15 heures. Par la suite, ses heures d'ouverture ont été prolongées et les trains ont commencé à circuler de 7 heures à 19 heures. À partir du 20 décembre, la ligne 15 a commencé à fonctionner de 6 heures à 20 heures entre les deux stations. Ce n'est qu'après le 26 octobre 2016 que la ligne a commencé à fonctionner à plein temps, de 4 h 40 à minuit.
Ces limitations d'heures de fonctionnement étaient nécessaires pour conclure les protocoles de test des équipements et des systèmes, car il s'agissait d'un nouveau système à l'époque, en plus d'assurer la sécurité des utilisateurs et le fonctionnement de la ligne,,.
La station a été construite dans une structure en béton apparent, avec des fermetures latérales en maçonnerie et en verre et une couverture en structure métallique et tuiles en aluminium.

## Services aux voyageurs

### Accès et accueil
La station Oratório a deux accès. Le premier est situé dans un pâté de maisons entre les avenues d'Oratório et Professor Luís Inácio de Anhaia Melo, dans une zone construite de 3 047,80 mètres carrés. Le deuxième accès est situé au confluent des rues Nupeba et São Gotardo, avec une superficie bâtie de 1 670,10 mètres carrés. Elle dispose de portes paliéres et des portes vitrées sur les lignes de blocage. La station est à fleur du sol, avec un quai central, et est située à une hauteur comprise entre douze et quinze mètres.
La superficie totale construite pour la station est de 5 408 mètres carrés. Elle possède au total trois escaliers fixes et sept escaliers mécaniques, répartis entre les accès et le bâtiment principal de la station. Les deux accès ont un escalier fixe au milieu et deux escaliers roulants adjacents. Le reste de l'escalier est réparti entre la mezzanine d'accès et le quai de la station. De plus, la station dispose d'ascenseurs pour les personnes handicapées et à mobilité réduite et d'un paracycle pour les cyclistes qui empruntent la piste cyclable le long de la ligne.

## Atelier Oratório

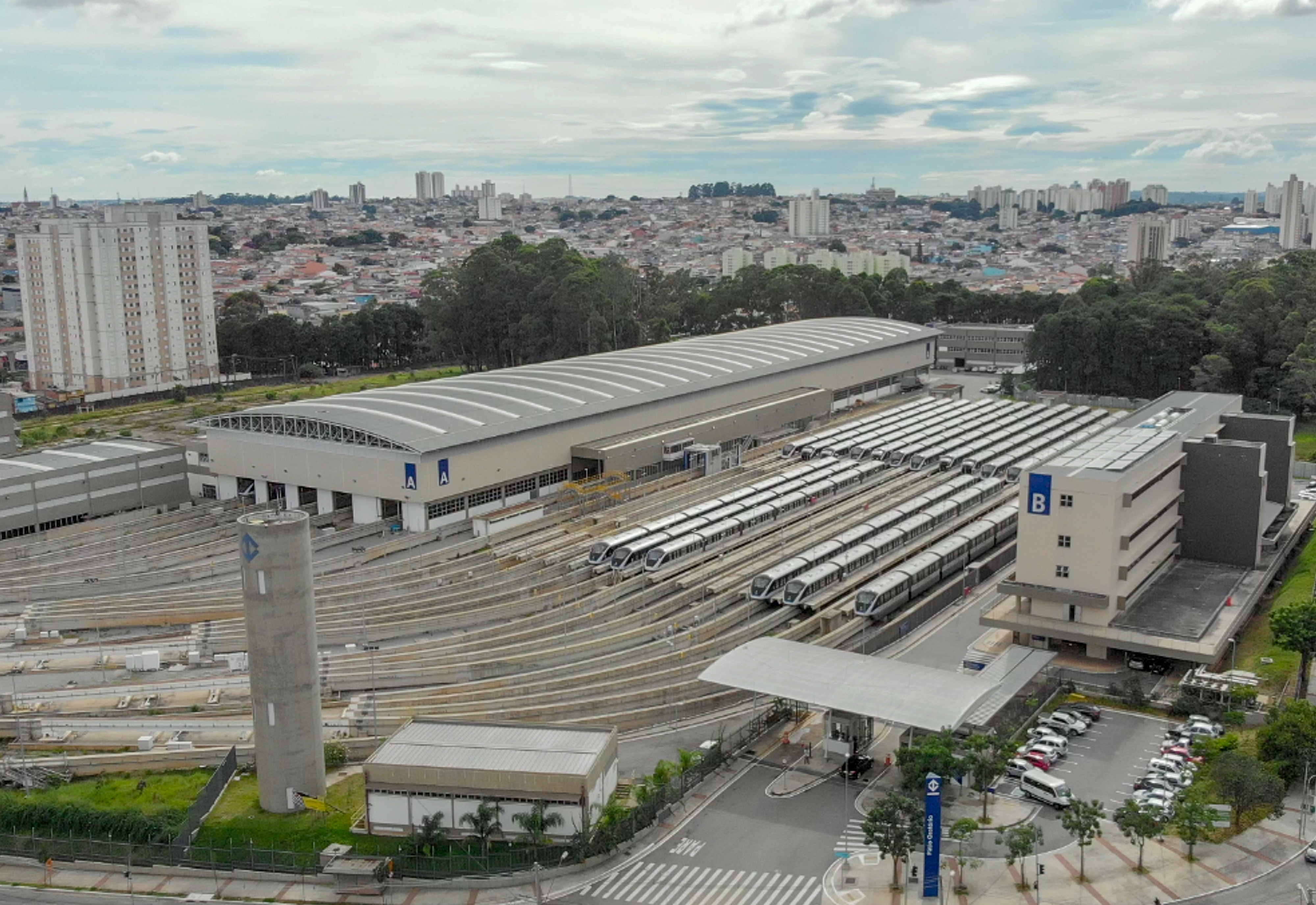
Vue partielle de l'atelier Oratoire, avec un accent sur les blocs A et B.

L'atelier de la ligne 15 a été construit à proximité de la station Oratório, dans une usine industrielle qui a été désactivée par l'entreprise textile Coats Corrente. Avec une superficie totale de quatre-vingt dix mille mètres carrés, l'Atelier Oratório a 25 mille mètres carrés de superficie construite, divisés par 31 bâtiments / édifications pour servir l'administration, le contrôle central et opération, l'entretien et le nettoyage de la ligne 15. Il a la capacité d'accueillir 26 trains,.